# Зейдль, Эмануэль фон
Эмануэль фон Зейдль (нем. Emanuel von Seidl; 22 августа 1856, Мюнхен, Бавария — 25 декабря 1919, Мюнхен, Бавария) — немецкий архитектор, инженер-строитель и проектировщик интерьеров периода историзма и начала эпохи модерна.
Эмануэль Зейдль родился в Мюнхене и был третьим сыном пекаря Антона Зейдля и его жены Терезы, дочери местного пивовара Габриэля Зедльмайра. Зейдль изучал архитектуру в Высшей технической школе (Technischen Hochschule), затем работал проектировщиком интерьеров в студии своего старшего брата Габриэля фон Зейдля.

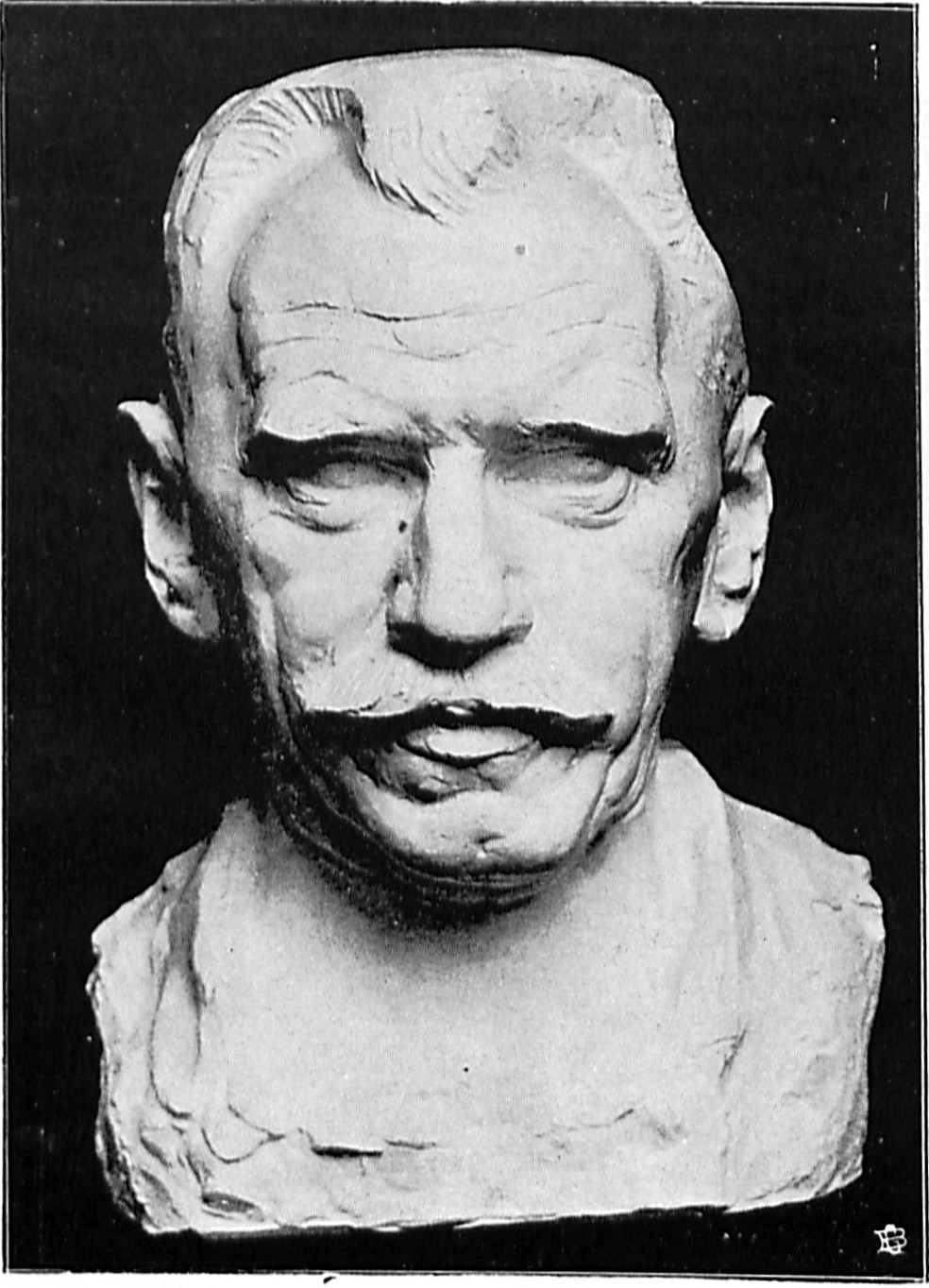
Эмануэль фон Зейдль. Бюст работы неизвестного автора

С 1896 года он имел звание королевского профессора (königlichen Professors). В 1901 году Зейдль построил загородный дом с английским ландшафтным садом в Мурнау-ам-Штаффельзе (снесён в 1972 году).
В 1906 году Эмануэль Зейдль как один из ведущих архитекторов вилл на юге Германии был награждён Рыцарским крестом Баварского ордена Максимилиана «за достижения в науке и искусстве» и был возведен в баварское дворянство. В 1916 году он женился на Марии Агнес Люберих (1871—1935), брак остался бездетным.
Эмануэль фон Зейдль был успешным строителем частных вилл между 1900 и 1918 годами и был известен далеко за пределами своего родного города. Зарегистрировано 180 работ в Мюнхене и его окрестностях, а также в регионе Саксонских Рудных гор, около трети из которых представляют собой большие загородные дома и виллы, из которых сохранились около шестидесяти. Примерами являются Зейдльвилла (также Вилла Лаутербахера) на Николаиплац в мюнхенском районе Швабинг и его собственная вилла, построенная в 1897—1898 годах (Людвигфорштадт), дом Рихарда Штрауса в Гармише с видом на Альпы, усадьба Шлосс Вольфсбрунн в Штайне недалеко от Гартенштайна и многие другие.
Эмануэль фон Зейдль также строил Государственный театр на Гертнерплац в Мюнхене (1899), восточное крыло замка Зигмаринген, фасад мюнхенской гимназии Марии-Терезии (Theresien-Gymnasiums), Церемониальный зал Германского музея, постройки отдела Германии на Всемирной выставке в Брюсселе в 1910 году.
После смерти своего брата Габриэля фон Зейдля в 1913 году Эмануэль фон Зейдль руководил большим проектом Германского музея (Deutsches Museum) до своей смерти в 1919 году.
Зайдль проявил свои способности к живописному решению архитектурного пространства во многих выставочных проектах, умение встраивать постройки в окружающий ландшафт. Он также проектировал парк в Мурнау (Murnauer Park) в стиле английского пейзажного сада.

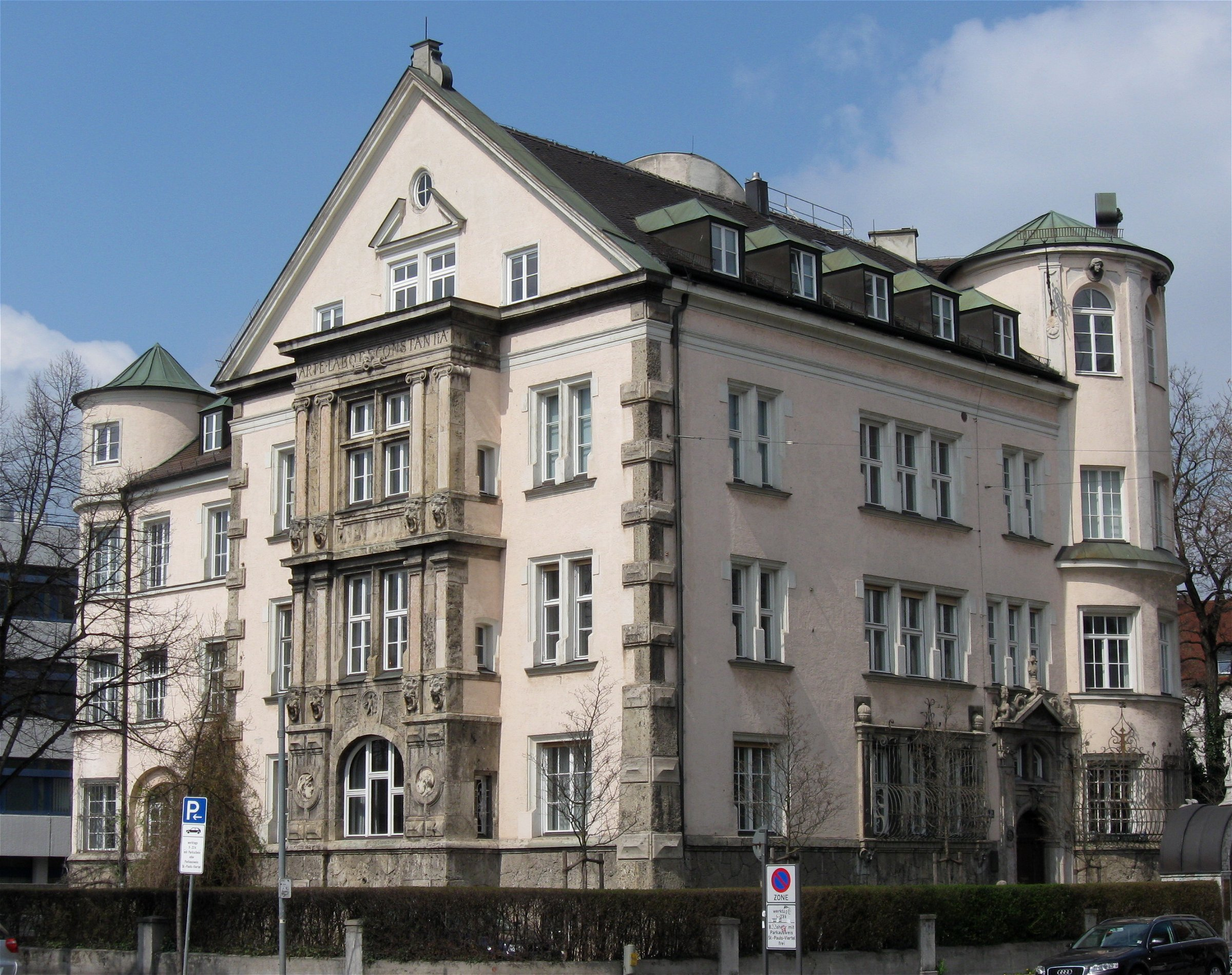
Собственный дом Эмануэля фон Зейдля в Мюнхене. 1897—1898
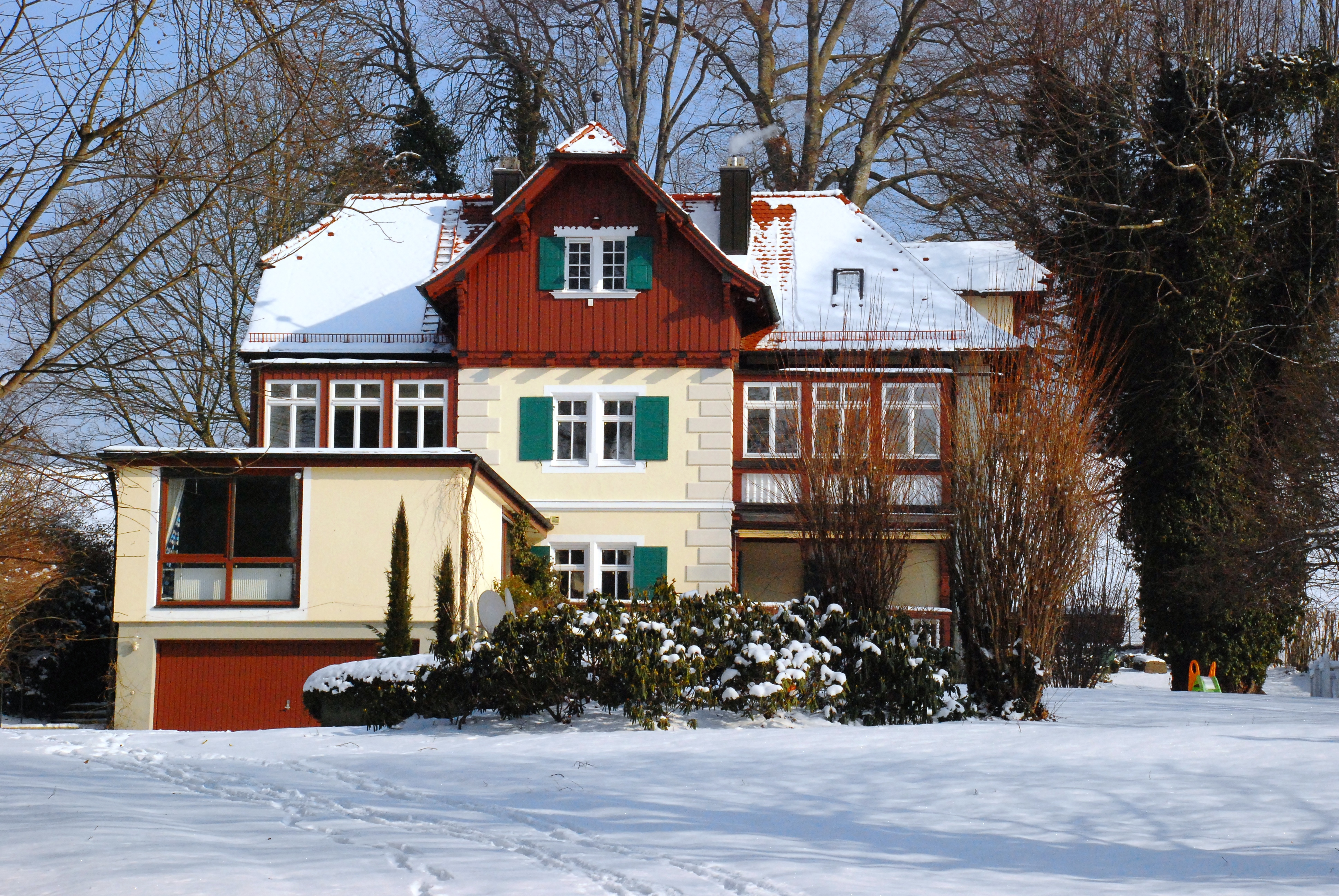
Бонсельсхаус в Амбахе, Бавария. 1895
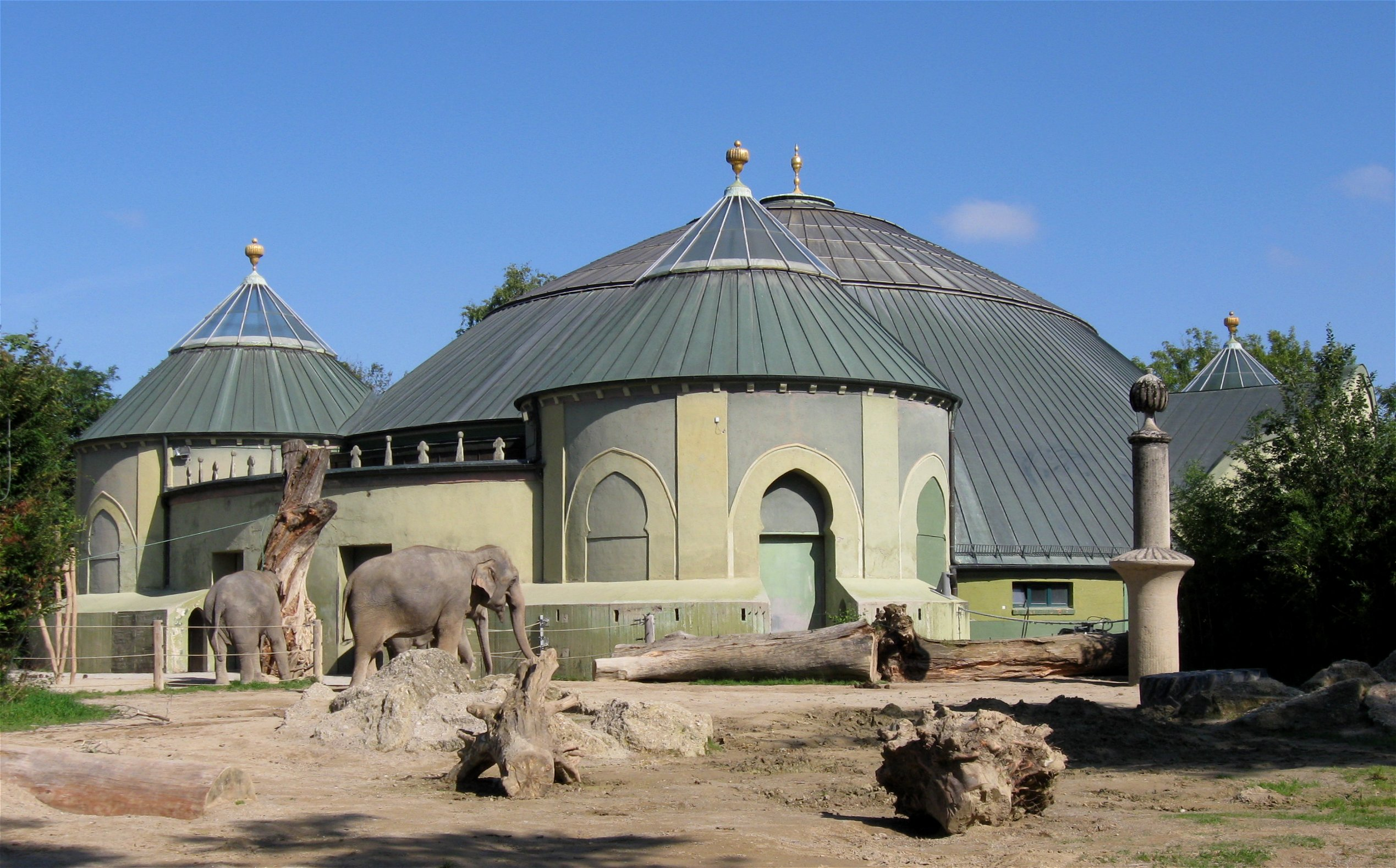
«Дом слонов». Зоопарк Хеллабрун. 1911
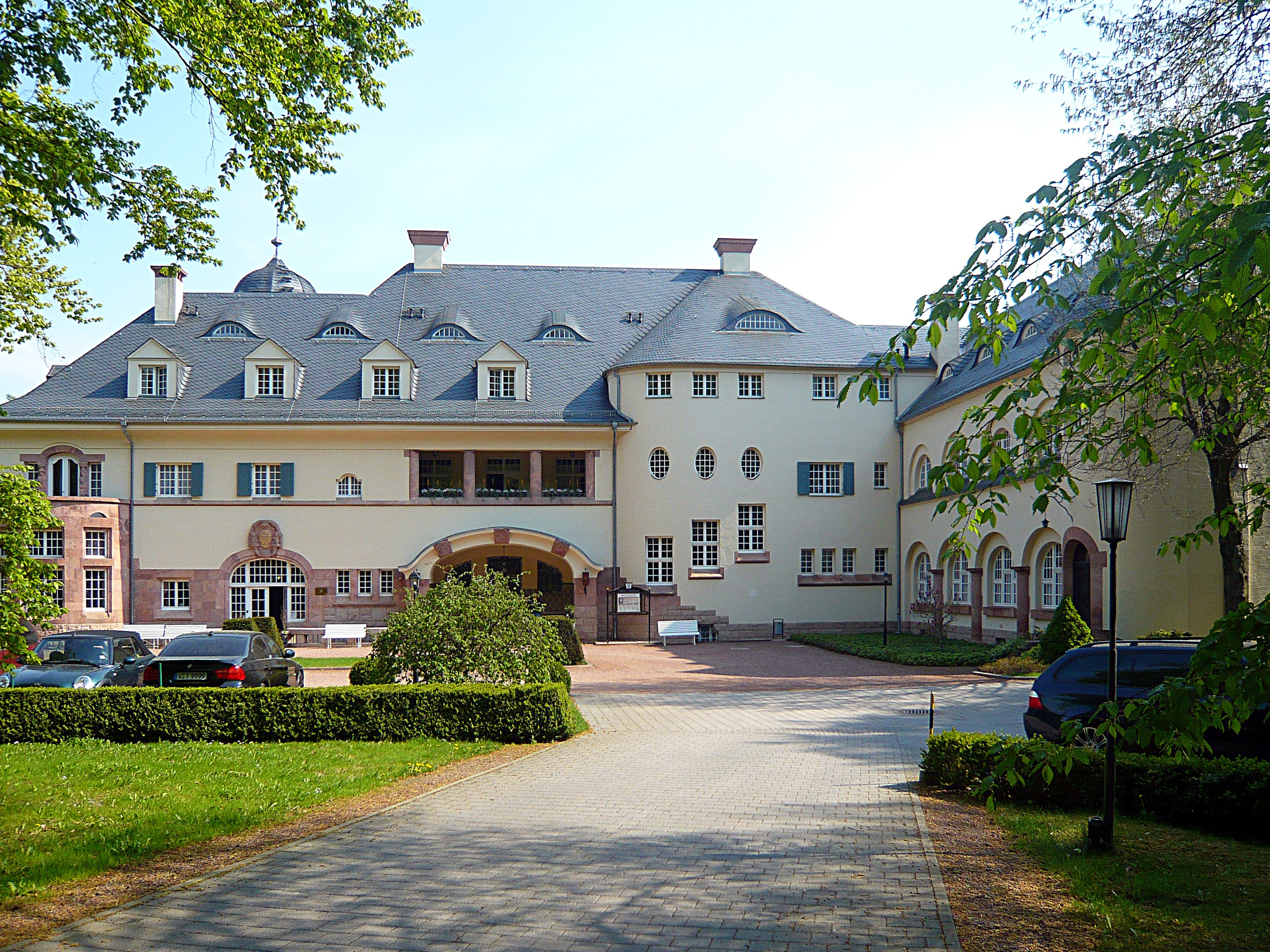
Замок Вольфсбрунн. Штайн. 1912
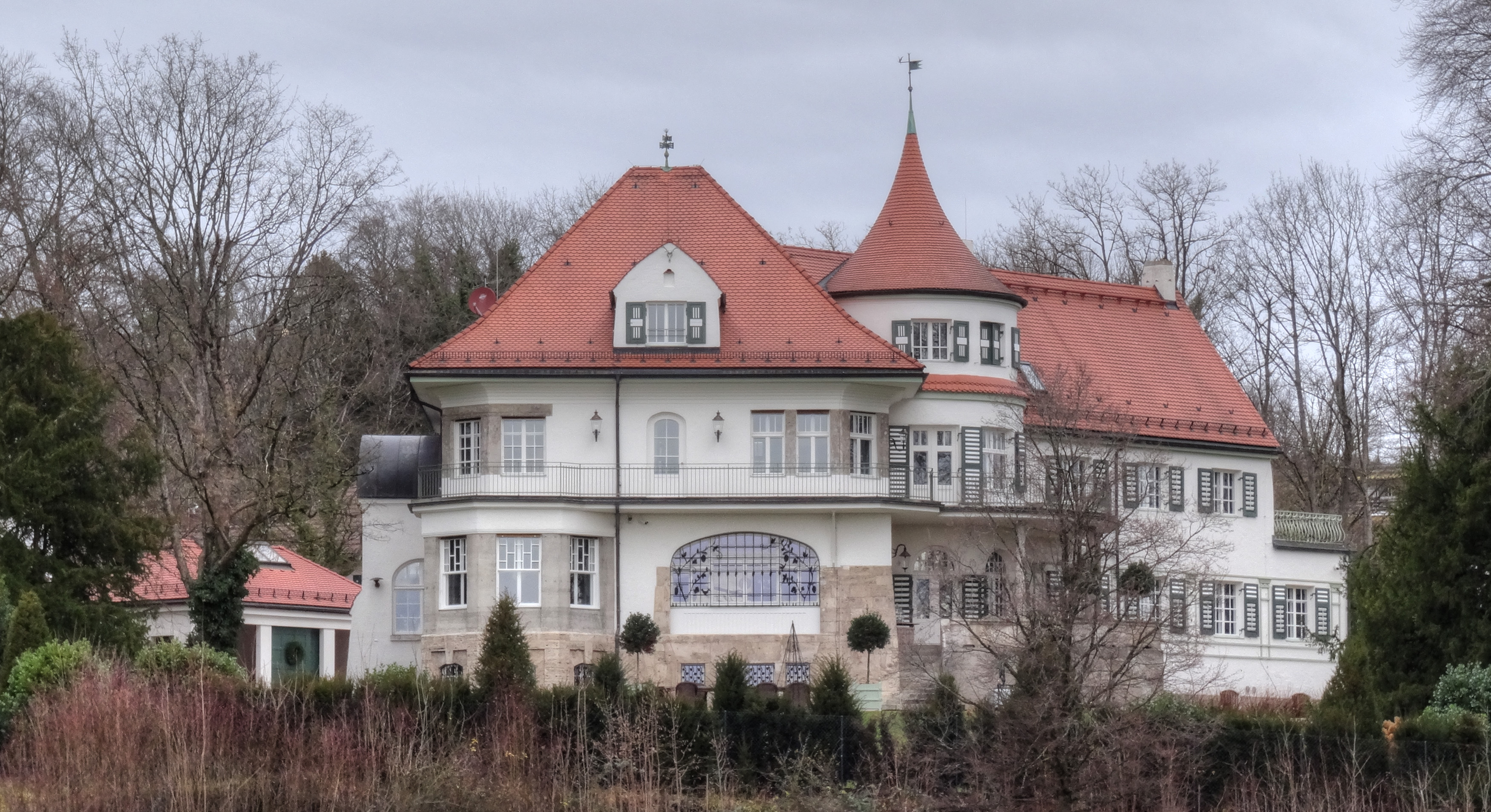
Вилла Маффеи, Штарнберг
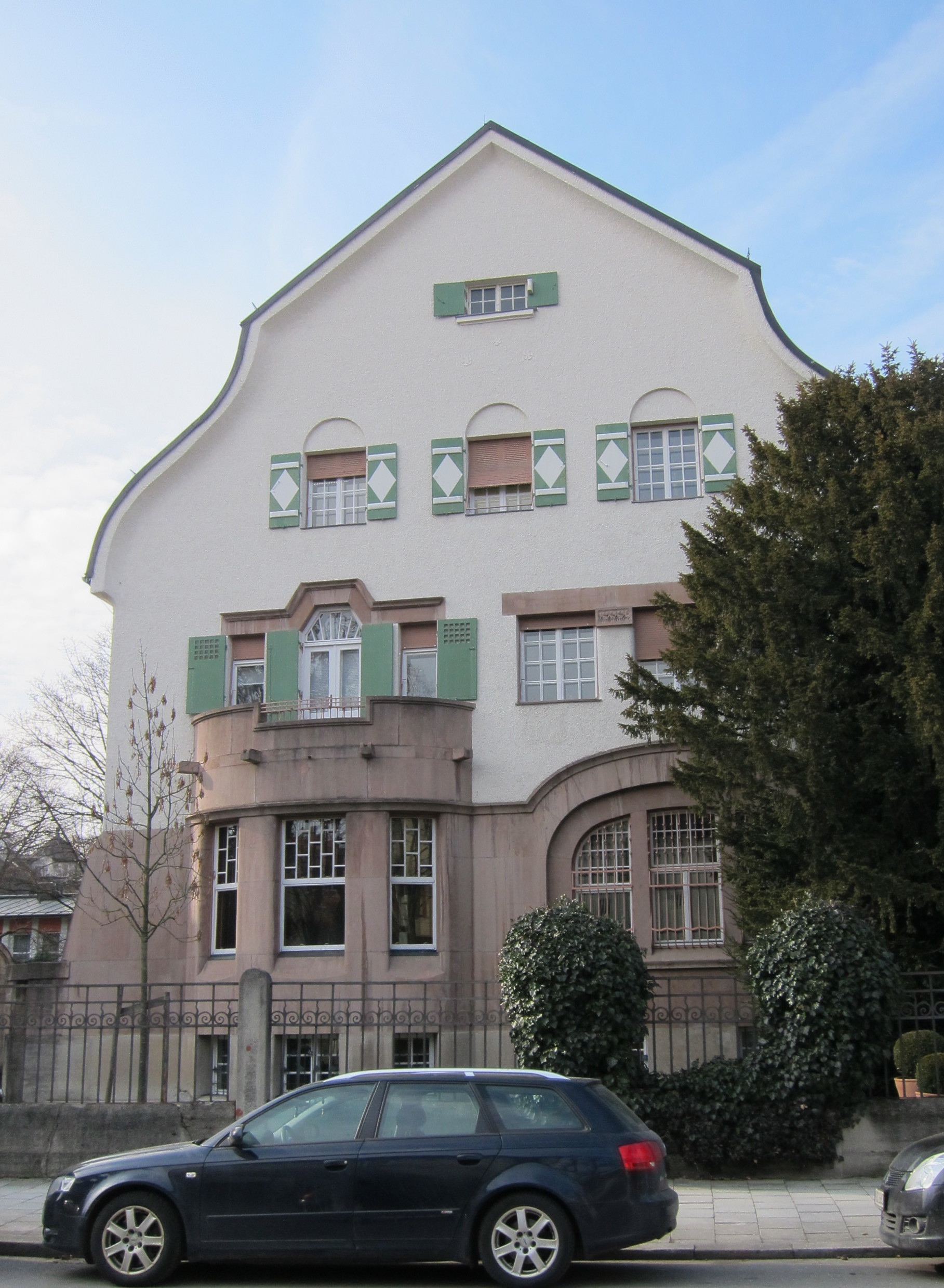
Частный дом в Мюнхене. 1908